# Alfred Stucky

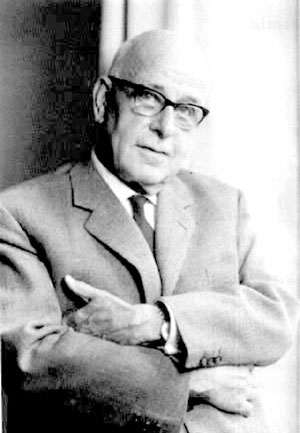
Alfred Stucky

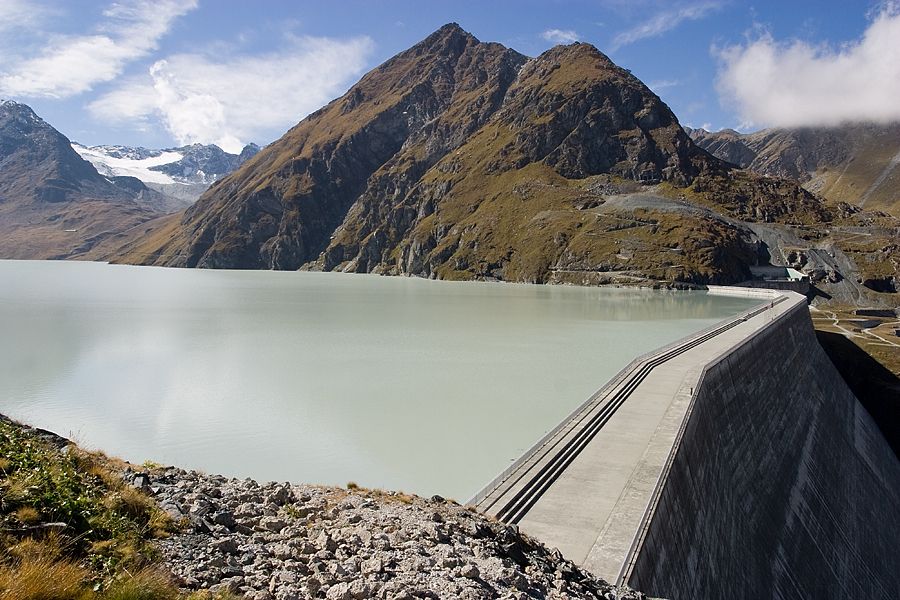
Staumauer Grande-Dixence

Alfred Stucky  (* 16. März 1892 in La Chaux-de-Fonds; † 6. September 1969 in Lausanne; heimatberechtigt in Oberneunforn) war ein Schweizer Bauingenieur, bekannt als Konstrukteur von Talsperren.

## Leben und Werk
Stucky war der Sohn eines Hoteliers. Er studierte 1911 bis 1915 an der ETH Zürich, wo er 1920 bei Arthur Rohn über Talsperren promoviert wurde (Étude sur les barrages arqués). Noch während des Studiums war er als Ingenieur mit Eisenbahnbau (zum Beispiel die Linie Zweisimmen–Lenk und am Brienzersee) und Flussbegradigungen beschäftigt. Nach dem Studium arbeitete er bei Dyckerhoff & Widmann in Dortmund und bei Gabriel Narutowicz in Zürich und danach trat er ins Ingenieurbüro Gruner in Basel (geleitet von Heinrich Eduard Gruner) ein, wo er sich mit Talsperrenbau beschäftigte. 1920/21 war er am Bau der Bogenstaumauer am Lac de Montsalvens beteiligt. Er schlug eine parabolische Form vor und entwickelte Berechnungsverfahren für Talsperren, wobei er eine pragmatische Einstellung zeigte. Einer seiner Lieblingssprüche war: «Eine schlecht entworfene Talsperre bleibt schlecht, auch wenn sie exakt berechnet wurde, und ein guter Entwurf bleibt gut, auch wenn er schlecht berechnet wurde.» und in seiner Antrittsvorlesung 1938 in Lausanne erklärte er, ein Ingenieur sei in erster Linie ein Tatmensch. 1926 wurde er von Jean Landry eingeladen, an der späteren École polytechnique fédérale de Lausanne (EPFL) Vorlesungen zu halten (als Lehrbeauftragter), wo er 1938 eine volle Professur erhielt (ordentlicher Professor). 1928 richtete er dort ein Wasserbau-Versuchslabor und 1935 ein Grundbau-Labor ein. 1940 wurde er als Nachfolger von Jean Landry Rektor der EPFL, was er bis 1963 blieb. Während seiner Rektorenzeit gründete er dort 1942 die Architekturabteilung und leitete den Übergang der EPFL zu einer Technischen Hochschule. 1943 war er Direktor der neu gegründeten Ingenieursschule des Kantons Waadt.
1928 war er eines der fünf Mitglieder der ersten von Heinrich Gruner gegründeten Schweizer Talsperrenkommission.
Er gründete 1926 ein eigenes Ingenieurbüro. Von 1915 bis zu seinem Tod war er am Bau von 38 Dämmen und Talsperren beteiligt (26 davon plante er und überwachte den Bau), 20 davon in der Schweiz, weitere auch in Nordafrika, im Iran, Griechenland und Rumänien. Zu seinen Talsperren gehört die Grande Dixence (gebaut 1953–1961), Mauvoisin (1951–1958), Moiry (1954–1958), Luzzone (1962 eingeweiht).
Er war seit 1916 mit Nelly Matthys verheiratet. Sein Sohn Jean-Pierre Stucky (1917–1991) setzte die Arbeit seines Vaters in dessen Ingenieurbüro fort und war ebenfalls Professor für Wasserbau in Lausanne.
Ein Platz in Lausanne ist nach ihm benannt. 1955 wurde er Ehrendoktor der ETH Zürich.